# Li Shanshan (basquetebolista)
Li Shanshan (3 de março de 1987) é uma basquetebolista profissional chinesa.

## Carreira
Li Shanshan integrou a Seleção Chinesa de Basquetebol Feminino, em Londres 2012 e Rio 2016.